# Jelle van Gorkom
Jelle van Gorkom (Doetinchem, Gelderland, 5 de gener de 1991) és un ciclista neerlandès que competeix en competicions de BMX.
Va guanyar la medalla de plata als Jocs Olímpics de 2016 per darrere de Connor Fields. També ha obtingut dues medalles als Campionats del món.

## Palmarès
- 2016
  -  Medalla de plata als Jocs Olímpics de Rio de Janeiro en BMX